# 舊扎戈拉市鎮

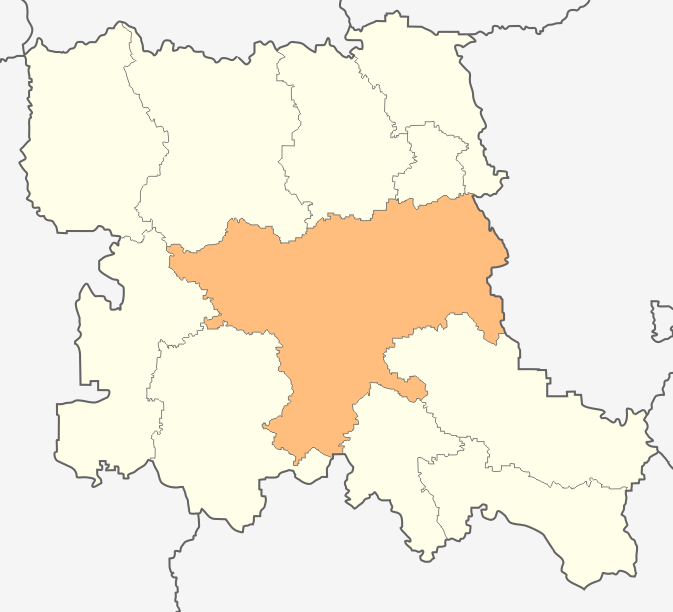

舊扎戈拉市，是保加利亞的城鎮，位於該國中南部，由舊扎戈拉州負責管轄，首府設於舊扎戈拉，面積1,063.42平方公里，2011年人口160,108，人口密度每平方公里150.56人。